# Terminalia brasiliensis
O cerne-amarelo (Terminalia brasiliensis) é uma árvore brasileira pioneira, nativa da Mata Atlântica, tanto na floresta ombrófila densa como na estacional semidecidual, e do cerrado.
Ocorre nos estados da Bahia até São Paulo, Minas Gerais, Goiás, Mato Grosso do Sul e norte do Paraná.
Em São Paulo é encontrada na floresta ombrófila do sudeste e do litoral sul, na floresta semidecídua e no cerrado do centro e do oeste do estado, nas matas ciliares do centro, e nas matas paludosas do sudoeste.
Outros nomes populares: amarelinho, merendiba, amêndoa-brava (CE), capitão-do-campo, chunava, mussambé (BA), canoé-de-botão, imbu-d'anta, capitão.
A dispersão de suas sementes se dá por anemocoria.